# فلكس (شركة)
فلكس.  (المعروفة سابقًا باسم Flextronics International Ltd. أو Flextronics ) شركة تصنيع تكنولوجية متعددة الجنسيات مقرها سنغافورة. إنها ثالث أكبر  خدمات عالمية لتصنيع الإلكترونيات (EMS)، شركة تصنيع التصميم الأصلي (ODM) من حيث الإيرادات، وراء Pegatron فقط لما يتعلق بمصنعي المعدات الأصلية. يقع المقر الرئيسي لشركة Flex في سنغافورة، ومقرها الإداري في سان خوسيه، كاليفورنيا.    تمتلك الشركة عمليات تصنيع في أكثر من 40 دولة، يعمل بها حوالي 200000 موظف. 